# Basilius Besler

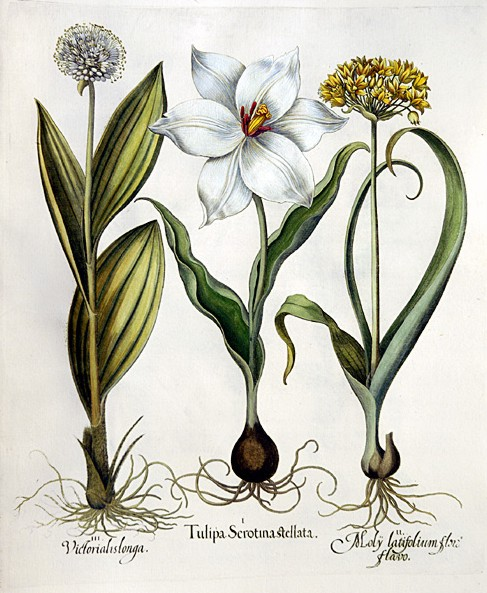
Karta 79 Hortus Eystettensis, 1613

Basilius Besler (ur. 13 lutego 1561 w Norymberdze, zm. 13 marca 1629 tamże) – niemiecki aptekarz i botanik.

## Życiorys
Basilius Besler urodził się 13 lutego 1561 roku w Norymberdze. W latach 1589–1629 prowadził w Norymberdze aptekę „Zum Marienbild”. Od 1594 roku był członkiem rady miejskiej. Utrzymywał własny ogród botaniczny i prowadził gabinet naturaliów. Pozostawał w kontakcie z francuskim botanikiem Charles'em de L’Écluse (1526–1609) a także z osobistym lekarzem cesarza Johannesem Aichholtzem, który za namową Beslera ustanowił Stipendium aureum dla studentów medycyny w Norymberdze.
Razem z Ludwigem Jungermannem (1572–1653), na zlecenie biskupa Eichstätt Johanna Konrada von Gemmingena (1561–1612), sporządził opis roślin ogrodu biskupiego – Hortus Eystettensis w Willibaldsburgu i przekonał biskupa do wydania go drukiem. Biskup finansował przedsięwzięcie, a Besler nadzorował cały projekt.
Besler zmarł 13 marca 1629 w Norymberdze.

## Dzieła
Dzieła podane za Neue Deutsche Biographie:
- Hortus Eystettensis, Sive Diligens Et Accurata Omnium Plantarum, Florum, Stirpium, Ex Variis Orbis Terrae Partibus, Singulari Studio Collectarum Quae In Celeberrimis Viridariis Arcem Episcopalem Ibidem Cingentibus, Hoc Tempore Conspiciuntur Delineatio Et Ad Vivum Repraesentatio 1613, 1660, 1713, 1727, 1750;
- Fasciculus rariorum et aspectu dignorum varii generis, 1616, 1622;
- Continuatio rariorum et aspectu dignorum varii generis, 1628;
- Catalogus materialium arte chymica praeparatorum…